# 深黑新鰻鯰
深黑新鰻鯰，為輻鰭魚綱鯰形目鰻鯰科的其中一種，分布於澳洲北部及新幾內亞中南部的淡水流域，體長可達47公分，棲息在水流動的河川、小溪，為底棲性魚類，屬肉食性，以甲殼類、蠕蟲、腹足類及昆蟲為食，單獨活動，繁殖期時，成魚會迴游溪流上游的淺灘產卵，可作為觀賞魚。

## 擴展閱讀
維基物種上的相關：深黑新鰻鯰